# Niemiecki Instytut Historyczny w Warszawie

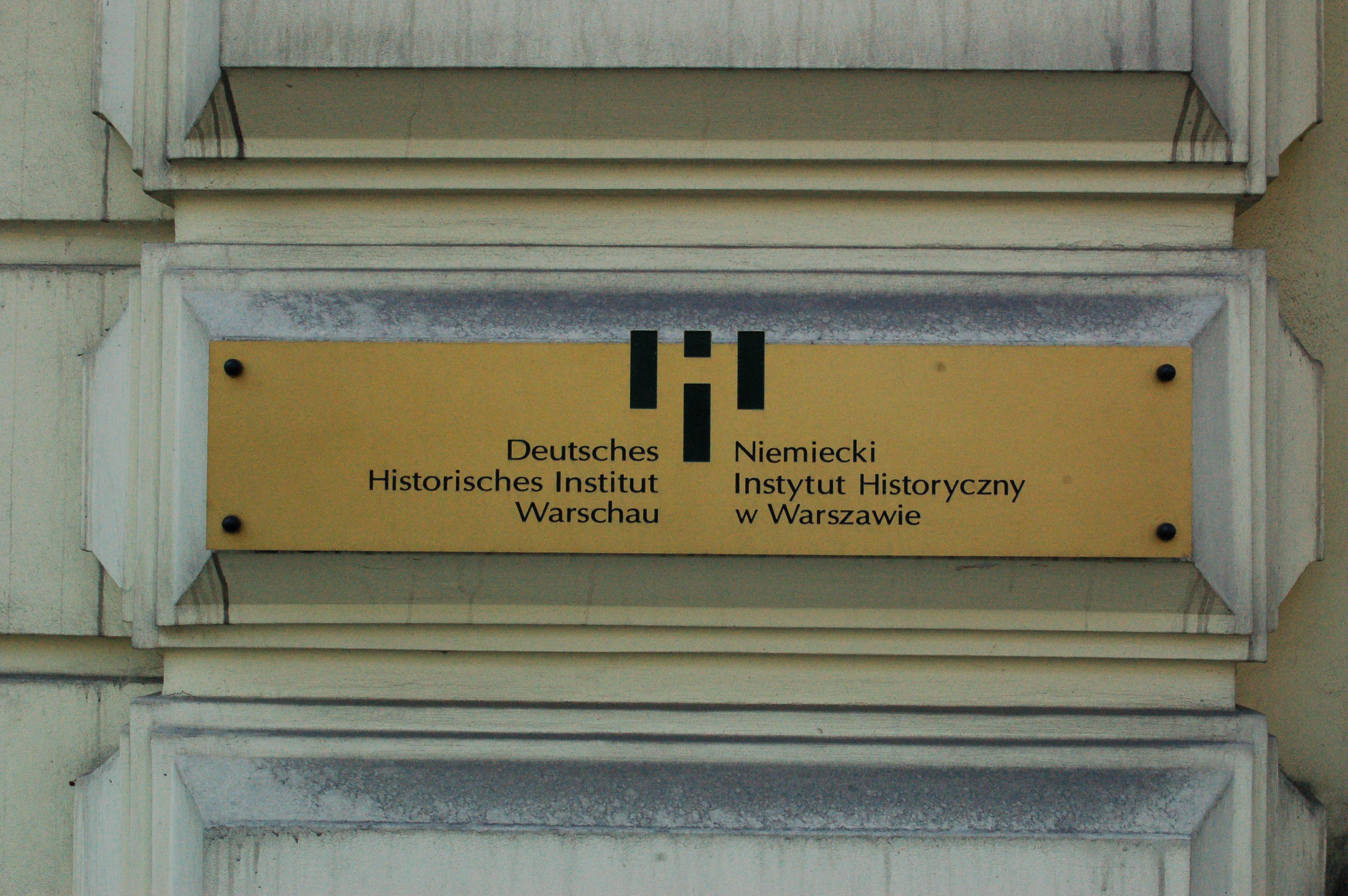
Szyld Instytutu

Niemiecki Instytut Historyczny w Warszawie (niem. Deutsches Historisches Institut Warschau) – jeden z finansowanych przez Federalne Ministerstwo ds. Edukacji i Nauki instytutów historycznych. Siedziba instytutu mieści się w Pałacu Karnickich w Alejach Ujazdowskich 39. Zadaniem instytutu są badania naukowe historii Polski i stosunków polsko-niemieckich w kontekście europejskim i międzynarodowym.
Instytut został założony w 1993 r. Od 2002 r. instytut w Warszawie, jak i pozostałe niemieckie instytuty historyczne, podlega fundacji Niemieckie Instytuty Humanistyczne za Granicą (Max Weber Stiftung – Deutsche Geisteswissenschaftliche Institute im Ausland), z siedzibą w Bonn. Dyrektorką od 2024 r. Prof. Dr. Magdalena Saryusz-Wolska.

## Instytut
Niemiecki Instytut Historyczny w Warszawie, założony w 1993 r., jest instytucją naukową finansowaną ze środków publicznych, która od 2002 r. działa pod patronatem Fundacji im. Maxa Webera. Jego celem jest prowadzenie badań naukowych dotyczących historii Polski i powiązań polsko-niemieckich w kontekście europejskim i transregionalnym. Ponadto instytut promuje dialog historyczno-naukowy w wymiarze narodowym i międzynarodowym. W Polsce krzewi wiedzę na temat historii Niemiec, a w Niemczech informacje dotyczące historii Polski. Ponadto instytut zajmuje się promocją młodych naukowców, podejmujących badania nad historią Polski i Europy Środkowo-Wschodniej.
Od początku grudnia 2017 warszawski NIH ma filię w stolicy Litwy – Wilnie. Placówka wspiera badania naukowe na temat dziejów Litwy w kontekście środkowo- i wschodnioeuropejskim, jak również powiązań historycznych Litwy z Niemcami, Polską i innymi krajami regionu. Kolejna filia warszawskiego NIH została utworzona wiosną 2018 w Pradze w ścisłej współpracy z oddziałem monachijskiego Collegium Carolinum oraz Akademią Nauk Republiki Czeskiej. Placówka jest miejscem komunikacji, kooperacji i wymiany między niemieckimi, czeskimi i polskimi historykami, ale uwzględnia w swej integracyjnej działalności również badaczy z sąsiednich krajów Europy Środkowo-Wschodniej. Niemiecki Instytut Historyczny w Warszawie zatrudnia obecnie trzydzieści dwie osoby, w tym siedemnastu pracowników naukowych, spośród których trzynastu posiada tytuł doktora, a czworo doktora habilitowanego (rok 2020). Oprócz tego instytut oferuje możliwości pracy i prowadzenia badań naukowcom wizytującym, stypendystom i praktykantom.

## Badania podstawowe
Niemiecki Instytut Historyczny w Warszawie prowadzi innowacyjne badania podstawowe, dotyczące historii Polski z uwzględnieniem jej europejskich zależności, pełnej chronologii oraz rozpiętości tematycznej. W tej konkretnej praktyce naukowej badania są jednak zorganizowane
w formie przykładowych projektów badawczych. Badania są obecnie podzielone na cztery obszarów badawczych:
- Kultura pamięci: praktyki wobec przeszłości
- Przemoc: praktyki społeczne i struktury władzy
- Mobilność: Migracje i globalne sieci społeczne
- Przestrzeń: regionalność i kultura materialna

Obszary te obejmują zarówno pojedyncze projekty pracowników naukowych, jak również, w miarę możliwości, projekty stypendystów, praktykantów i naukowców wizytujących. Dzięki temu tworzą wspólny horyzont tematyczny, wspierający efektywną pracę nad międzynarodowymi kwestiami, które mogą zostać opracowane w sposób szczególny za sprawą centralnej lokalizacji i dzięki nietuzinkowym zasobom NIH.

## Wymiana naukowa i stypendia
Niemiecki Instytut Historyczny w Warszawie wspiera międzynarodową naukową debatę historyczną poprzez rozwijanie komunikacji, współpracy oraz wymiany naukowej. Przy tym priorytetowe znaczenie mają dla niego kontakty pomiędzy środowiskami naukowymi polskimi i niemieckimi. Jednakże do współpracy zapraszani są również naukowcy z sąsiednich krajów Europy Środkowo-Wschodniej oraz przedstawiciele zachodnich środowisk naukowych. Dzięki temu Niemiecki Instytut Historyczny stanowi forum międzynarodowego dialogu historycznego. W tym celu posługuje się sprawdzonymi narzędziami w postaci imprez naukowych, publikacji i stypendiów.
Stypendia przyznawane są na projekty badawcze z zakresu historii Polski, dziejów polsko-niemieckich oraz historii powiązań między Polską a Europą Środkowo-Wschodnią, do realizacji których niezbędny jest pobyt w Polsce, Czechach lub Litwie. Stypendia przyznawane są – w zależności od projektu badawczego – na jeden lub kilka miesięcy. O przyznaniu stypendium decyduje kryterium jakości projektu. Dodatkowym kryterium jest stopień powiązania tematycznego wspieranych projektów z aktualnymi obszarami badawczymi Niemieckiego Instytutu Historycznego.

## Publikacje
Niemiecki Instytut Historyczny w Warszawie publikuje w czterech seriach książkowych zarówno własne, jak i obce wyniki badań oraz edycje źródłowe dotyczące historii Polski i dziejów polsko-niemieckich. Ponadto wydaje ważne od strony metodologii, ugruntowane merytorycznie polskie i niemieckie opracowania naukowe dotyczące niemieckiej i polskiej historii, w tłumaczeniu na język polski lub niemiecki.

## Biblioteka
Biblioteka Niemieckiego Instytutu Historycznego w Warszawie jest biblioteką prezencyjną, posiadającą w swych zbiorach ok. 90 000 tomów i prawie 300 abonowanych na bieżąco periodyków. Jej zadaniem jest zapewnienie literatury, niezbędnej do badań prowadzonych w instytucie. W stosunku do dużych warszawskich naukowych bibliotek historycznych biblioteka Niemieckiego Instytutu Historycznego spełnia rolę komplementarną. W ramach swej misji, obejmującej historię Niemiec i Polski oraz dzieje stosunków polsko-niemieckich, kładzie nacisk na fachową literaturę zachodnią oraz na tematykę dotyczącą realizowanych w instytucie projektów badawczych. Czytelnicy zewnętrzni mogą bezpłatnie, na miejscu, korzystać ze zbiorów biblioteki. Z zasobem można zapoznać się za pośrednictwem katalogu OPAC oraz dostępnych w czytelni baz: biblioteki czasopism elektronicznych (Elektronische Zeitschriftenbibliothek, EZB) oraz systemu informacyjnego DBIS (Datenbank-Infosystem). Poza źródłami drukowanymi biblioteka zapewnia dostęp do zasobów elektronicznych.